# Harold Butler
Harold Butler (Oxford, 6 ottobre 1883 – Reading, 26 marzo 1951) è stato un funzionario britannico, funzionario del Civil Service della Corona e primo Warden del Nuffield College di Oxford.
Fu il padre di Rohan Butler.

## Biografia
Studiò all'Eton College e al Balliol College di Oxford, dove si laureò in Literae Humaniores. Nel 1905 fu eletto Fellow all'All Souls College e due anni dopo fu nominato membro del Civil Service, un segretariato permanente di alti burocrati della Corona che sono qualificati come ministri a supporto del Governo del Regno Unito.
Inizialmente entrò a far parte del Local Government Board che dal 1871 al 1919 supervisionò l'attività amministrativa degli enti locali nell'Inghilterra e nel Wales. Nel 1908 fu trasferito all'Home Office, il ministero degli interni britannico. Otto anni più tardi divenne funzionario del neocostituito Ministero del Lavoro, dietro pressioni del conservatore Sir William Clive Bridgeman (1864-1935).
Nel 1919 fu segretario generale della prima conferenza internazionale dell'ILO, svoltasi a Washington. Poiché un altro britannico, il conte Eric Drummond, era già a capo della Lega delle Nazioni in quel periodo, non riuscì ad essere eletto primo presidente dell'Organizzazione Internazionale del Lavoro, ottenendo inizialmente la nomina a vicedirettore e, soltanto a partire dal 1932, quella di Direttore Generale.
A seguito delle pressioni esercitate dalla Francia, si dimise nel 1938, per diventare il primo rettore del Nuffield College di Oxford. Durante la Seconda Guerra Mondiale fu commissario per la difesa civile dell'Inghilterra meridionale. Nel 1942 lasciò Oxford e divenne responsabile dei servizi di informazione britannica all'Ambasciata del Regno Unito a Washington.

## Riconoscimenti
- 1919: Order of Bath
- 1946: Ordine di San Michele e San Giorgio